# Kurt Lion
Kurt Siegfried Lion (* 17. Mai 1904 in Kassel; † 27. Februar 1980 in Watertown (Massachusetts), USA) war ein deutsch-amerikanischer Physiker.

## Leben
Kurt Lion wurde als Sohn des Kaufmanns Moritz Lion und dessen Ehefrau Ida geb. Mayer 1904 in Kassel geboren. Er besuchte das Friedrichsgymnasium (Kassel), an dem er 1923 das Abitur bestand. Nach einer halbjährigen Tätigkeit als Praktikant bei der Firma Henschel studierte er ab Herbst 1923 Elektrotechnik und später Physik an der TH Darmstadt. Im Frühjahr 1928 legte er die Diplomprüfung im Fach Technische Physik ab. Anschließend promovierte er bei Hans Rau und schloss im Dezember 1932 mit dem Prädikat „mit Auszeichnung“ ab. Seine Dissertation, die 1933 erschien, trug den Titel Die Erregung von Röntgenstrahlen durch Stoß positiver Ionen hoher Geschwindigkeit.
Ab September 1928 war Lion bei Hans Rau als erster Assistent beschäftigt. Dort traf er auf Gerhard Herzberg, der seit 1930 zweiter Assistent von Rau war. Lion wurde Ende Mai 1933 zum 1. Juni 1933 unter Berufung auf § 3 des Gesetzes zur Wiederherstellung des Berufsbeamtentums aus dem Hochschuldienst entlassen. Sein Gehalt wurde ihm danach noch drei Monate bezahlt. Er versuchte zunächst in verschiedenen europäischen Ländern eine Anstellung als Wissenschaftler zu finden. Dies gelang jedoch nicht. 1934–35 arbeitete er in einem physikalisch-technischen Labor in Frankfurt-Oberrad.
Auf Vermittlung von Friedrich Dessauer bekam er 1935 eine auf zwei Jahre befristete Anstellung an der türkischen Staatsuniversität in Istanbul. 1937 wechselte er zusammen mit Dessauer in die Schweiz und arbeitete am Physikalischen Institut in Freiburg im Üechtland. Trotz seiner Qualifikation wurde ihm dort geraten, aus „weltanschaulichen Gründen“ sich nicht zu habilitieren. Da er Schwierigkeiten mit der Aufenthaltserlaubnis in der Schweiz bekam und nach Deutschland nicht zurückkehren konnte, bemühte er sich um ein Ausreisevisum, das er Ende 1940 erhielt.
Nach einer beschwerlichen Reise mit der jungen Familie erreichte er schließlich Lissabon und trat im Frühjahr 1941 die Schiffsreise in die USA an. Es gelang ihm, eine Assistentenstelle am Massachusetts Institute of Technology zu bekommen. Nach einigen Jahren erhielt er eine Professur für Angewandte Biophysik.
Kurt Lion starb am 27. Februar 1980 in Watertown in Massachusetts, USA. Lion war seit 1934 mit Elsa Strauß (geb. 1905) aus Reinheim/Odenwald verheiratet. Aus der Ehe ist der Sohn Joachim (* 1938) hervorgegangen.

## Ehrungen
Zu Ehren von Kurt Lion wurde am 15. März 2010 ein Stolperstein auf dem Gelände der TU Darmstadt, Hochschulstraße in der Nähe seiner früheren Wirkungsstätte verlegt.

## Veröffentlichungen
Lion hat über 100 wissenschaftliche Aufsätze und zahlreiche Bücher geschrieben. Daneben hat er einige Patente angemeldet.